# Kang Byung-chan
Kang Byung-chan (강병찬?, 姜炳賛?; 15 aprile 1951 – 13 maggio 2002) è stato un calciatore sudcoreano, di ruolo difensore.